# Merle Frohms
Merle Frohms (sinh ngày 28 tháng 1 năm 1995) là một nữ cầu thủ bóng đá chuyên nghiệp người Đức thi đấu ở vị trí thủ môn cho câu lạc bộ VfL Wolfsburg tại Frauen-Bundesliga và đội tuyển quốc gia Đức.